# Rodzinny Dom Dziecka Dowlaszów
Rodzinny Dom Dziecka Dowlaszów – pierwszy rodzinny dom dziecka w Polsce, utworzony w roku 1958 w Szczecinie przez małżeństwo nauczycieli, Weronikę i Grzegorza Dowlaszów, działający do roku 2013. W 2002 roku prowadzenie Domu przejęła bratanica Weroniki oraz Marzena Stybel, członek rodziny Dowlaszów od trzeciego roku życia. W sumie w domu wychowała się ponad setka dzieci. Historię domu opowiadają książki Grzegorza Dowlasza i córki Inki oraz liczne artykuły prasowe. Założyciele Domu Rodzinnego otrzymali liczne wyróżnienia oficjalne i przyznawane przez dzieci.

## Rodzinne domy dziecka w Polsce – rys historyczny
Problem opieki nad dziećmi opuszczonymi próbowano w Polsce rozwiązać już na początku XVIII w. Zajmował się tym ks. Gabriel Piotr Baudouin, francuski misjonarz, który m.in. utworzył Dom Podrzutków w Warszawie oraz organizował oddawanie sierot pod opiekę rodzin  chłopskich, „do piersi” (dzieci, które nie ukończyły 3 lat) lub „na garnuszek” (starsze). Ta pierwsza próba tworzenia „rodzin zastępczych” nie powiodła się. Zbyt wielu nie kontrolowanych „opiekunów” nie wywiązywało się z obowiązków (dzieci krzywdzono, poniżano, wykorzystywano do najcięższych posług, a nawet uśmiercano). Na początku XX w. organizacją działalności opiekuńczej państwa zajmował się Kazimierz Jeżewski, tworzący np. „gniazda sieroce”, wzorowane na ośrodkach francuskich Jana Henryka Pestalozziego i austriackich Lidii von Wolfring. W roku 1923 weszła w życie ustawa o opiece społecznej, określająca obowiązki państwa w zakresie opieki nad dzieckiem. Pieczę nad rodzinami zastępczymi powierzono organizacjom samorządowym i charytatywnym. Określono prawa i obowiązki „rodzin szkolących”, „rodzin pielęgnujących”, „rodzin specjalnej troski”. Od roku 1931 działał, utworzony z inicjatywy Wandy Szuman Warszawski Komitet Umieszczania Dzieci w Rodzinach. Liczba rodzin, biorących pod opiekę cudze dzieci, była szczególnie duża w latach wojny.
Po wojnie w polskim systemie oświaty i wychowania (zob. system oświaty w Polsce) często powoływano się na przykład systemu, który w latach 1920–1935 opracował Anton Makarenko, autor Poematu pedagogicznego („pedagog ulicy”), twórca placówek opiekuńczo–wychowawczych dla młodzieży bezdomnej i wykolejonej. Był on żarliwym zwolennikiem zachęcania wychowanków do grupowej pracy lub zabawy, wymagającej kreatywności i wysiłku; uważał bierne oczekiwanie za hamulec rozwoju (zob. m.in. rozwój moralny, rozwój intelektualny według Jeana Piageta). Wykazał, że zmiana życiowej postawy młodocianych przestępców jest możliwa, a sprzyja jej sytuacja, w której wychowawcy dzielą z młodzieżą wszystkie codzienne trudności i okazują wychowankom proste, zrozumiałe uczucia. Za swój cel uważał wychowanie człowieka szczęśliwego, a szczęścia nie osiąga się przypadkiem – musi być wytrwale wypracowane, wywalczone, najlepiej zespołowo (każdy człowiek ma własną tożsamość, lecz samoświadomość kształtuje się w grupie). W interpretacjach systemu Makarenki bywa akcentowane jego podłoże ideologiczne (był wykorzystywany w tzw. marksistowskim modelu wychowawczym, w którym interesy kolektywu stawiano ponad interesami jednostki).
W Polsce na początku lat 50. preferowano centralizację działalności opiekuńczo–wychowawczej. Długo nie dostrzegano, że prawidłowy rozwój dziecka wymaga środowiska rodzinnego.
W roku 1957 Ministerstwo Oświaty (minister Władysław Bieńkowski) podjęło próby rozszerzenia form działalności opiekuńczo–wychowawczej w kierunku wskazywanym przez Kazimierza Jeżewskiego. Działania zainicjowała Zofia Dembińska. W lutym 1958 roku kuratorom oświaty przekazano pismo zachęcające do tworzenia rodzinnych domów dziecka na zasadzie eksperymentu pedagogicznego (tworzenie rodzin przez nauczycielskie małżeństwa, opiekujące się grupą kilkunastu dzieci). Uważano, że koszty utrzymania w rodzinach są znacznie mniejsze niż w tradycyjnych domach dziecka, jednak warunki prowadzenia eksperymentalnych jednostek nie zostały szczegółowo określone.
W Ośrodku Wychowawczym w Policach odbyła się narada na ten temat z udziałem dyrektorów i przedstawiciela władz, który przywiózł odgórne polecenie. Przebieg dyskusji Grzegorz Dowlasz opisał – na podstawie relacji znajomego – w rozdziale książki Legenda domu przy ulicy Mącznej zatytułowanym Naiwni pilnie poszukiwani. Uczestniczący w niej wychowawcy byli bardzo sceptyczni – nie uzyskali jednoznacznych odpowiedzi na pytania dotyczące np. sposobów rozliczania godzin pracy i finansowania działalności. Okazało się też, że nie wyznaczono odpowiedniego budynku, nie przewidziano funduszu na remonty lub adaptacje. Ochotnicy nie zgłosili się.

## Źródła determinacji założycieli
Weronika i Grzegorz Dowlaszowie – przyszli założyciele pierwszego rodzinnego domu dziecka w Polsce – przyjechali na „Ziemie Odzyskane” (zob. wysiedlenie ludności niemieckiej i uznanie nowych granic, Szczecin po II wojnie światowej) w roku 1945. W roku 1958 mieli za sobą okres pracy nauczycielskiej w Bezrzeczu pod Szczecinem, gdzie z powodzeniem organizowali pierwszą polską szkołę. Tam urodziły się ich dzieci – w październiku 1947 roku syn Grzegorz, a w maju 1949 roku córka Inka. Grzegorz Dowlasz był inicjatorem budowy nowego budynku szkoły przy ul. Górnej i jednym z głównych wykonawców (czyn społeczny ze wsparciem SFOS). Zdobyte w tym okresie umiejętności organizacyjne, projektowe i remontowo-budowlane okazały się w przyszłości bardzo przydatne.
Po kilku latach od wybudowania szkoły w Bezrzeczu Dowlaszowie rozpoczęli pracę w Państwowym Domu Dziecka w Policach, gdzie lokalizowano wówczas liczne placówki tego rodzaju. Oboje pracowali jako wychowawcy, mieszkając w bloku przy ul. Bieruta.
Organizacja pracy w Ośrodku Wychowawczym budziła zastrzeżenia Dowlaszów. Dzieciom nie zapewniano poczucia godności, a nawet wystarczającego wyżywienia. W domach dziecka umieszczano dzieci w różnym wieku, często „trudną młodzież” – dewiacyjnych kilkunastolatków bez podstawowego wykształcenia, którzy dawali negatywny przykład młodszym dzieciom. Starania o korzystne dla dzieci zmiany organizacyjne, m.in. próba zorganizowania dla starszych odrębnej szkoły wieczorowej (zob. formy kształcenia, edukacja dorosłych), w której byliby traktowani odpowiednio do wieku (m.in. włączani do prac remontowych w budynkach placówki), nie powiodły się (mimo początkowych sukcesów). Inka Dowlasz wspomina dosłyszane nocą rozmowy rodziców z gośćmi – innymi młodymi wychowawcami z POW – prowadzone przy domowym poczęstunku (zwykle chlebie z powidłami lub domowym smalcem). Rozmawiano o tym, że dziecka nie da się wychować w warunkach „koszarowych”.
Głęboko przekonani o konieczności zmian organizacji systemu opieki nad opuszczonymi dziećmi Grzegorz i Weronika Dowlaszowie zdecydowali się działać – utworzyć rodzinny dom dziecka, jakich dotychczas nie było (wielodzietną rodzinę, nie przypominającą ani sierocińca, ani poprawczaka). Inka i Grzegorz dowiedzieli się, że ich tatuś szuka miejsca, w którym będą mieszkać razem z innymi dziećmi, jak w rodzinie.

## Historia Domu Rodzinnego Dowlaszów

### Budynek przy ul. Mącznej
Dowlaszowi udzielono trzy dni urlopu na poznanie kilku budynków, które Ośrodek Wychowawczy w Policach mógłby otrzymać od władz miasta dla swojej nowej eksperymentalnej placówki (tworzonej jako filia). Poszukiwania rozpoczął od wyprawy pociągiem do stacji Szczecin Zdroje, w pobliżu której, na stoku Wzgórz Bukowych (zob. Puszcza Bukowa, Szczeciński Park Krajobrazowy „Puszcza Bukowa”), znajdował się duży Dom Dziecka „Zielony Dwór” (ul. Walecznych 23).

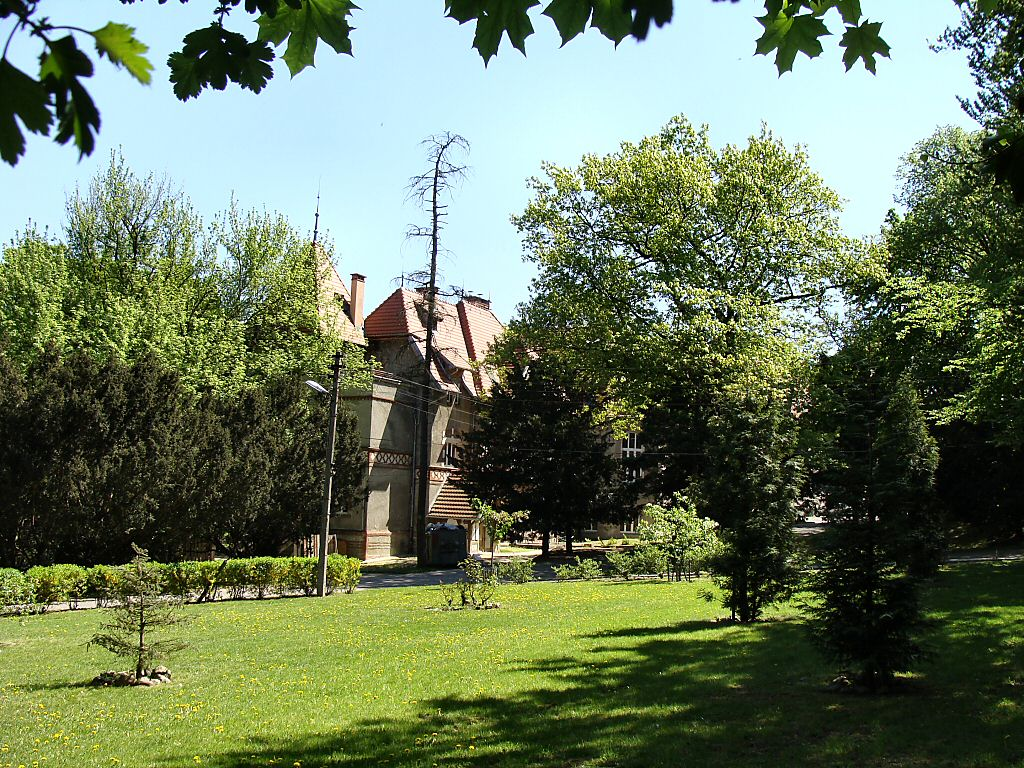
Były Dom Dziecka „Zielony Dwór” – zabytkowy budynek przy ul. Walecznych 23 w roku 2009

Został on uruchomiony w roku 1954 z inicjatywy francuskiego Stowarzyszenia Obrony Granic na Odrze i Nysie (l’Association des Originaires de Pologne pour le Respect de Frontieres sur l’Oder et la Neisse) w budynkach należących przed wojną do szczecińskiego oddziału Diakonissen Mutterhaus Kinderheil (DMK), prowadzonego od roku 1851 przez siostry z ewangelickiego zakonu Diakonisek.
Kierownik placówki miał wskazać budynek byłego DMK, który jeszcze nie jest zagospodarowany. Opierając się na jego ogólnych wskazówkach Grzegorz Dowlasz dotarł, przez stok pokryty zdziczałą roślinnością, do położonego wyżej dużego starego domu (współcześnie ul. Mączna 16). Był zdewastowany na tyle, że zaniechałby dokładniejszych oględzin, gdyby nie zmiana pogody. Deszcz skłonił go do wejścia do środka, obejrzenia, wykonania notatek i szkiców, dokonania pomiarów. Po oględzinach kolejnych spośród proponowanych obiektów, odszukanych w czasie wypraw rowerowych, przekonał się, że budynek w Zdrojach najlepiej odpowiada jego wizji domu rodzinnego. Żona dom obejrzała i zaakceptowała wybór, komentując: „No, za różowo to te początki się nie zapowiadają…”.
Uzyskanie dokumentów potwierdzających zgodę na zagospodarowanie budynku zgodnie z potrzebami eksperymentalnego rodzinnego domu dziecka, umożliwiających przystąpienie do prac remontowych i adaptacyjnych, nie było łatwe. Urzędnicy zwlekali, dziwiąc się ponagleniom „zapaleńca”, który chce załatwić niemal od ręki sprawę zwykle załatwianą miesiącami, w dodatku „nie swoją sprawę” .

### „Trzynastu zbuntowanych” rozpoczyna remont
Budynek przy Mącznej 16 wymagał gruntownego remontu – dziura po bombie w dachu, wyrwane futryny, wybite okna…. Pieniędzy na wynajęcie ekipy remontowej nie było. W czerwcu 1958, po zakończeniu roku szkolnego, Grzegorz Dowlasz wyruszył na Mączną z grupą 13 starszych chłopców z POW, niemal dorosłych (dorastających w trudnych warunkach), uznawanych za młodzież trudną. Swoich „trzynastu zbuntowanych” Dowlasz wybrał spośród tych, którzy nie mieli szans na żaden wakacyjny wyjazd. Otwarcie przedstawił im swój plan urządzenia rodzinnego domu, który nie byłby takim domem dziecka, jakie znali. Niektórzy z nich mieli wkrótce stać się członkami nowej rodziny.
Pierwsza „ekipa remontowa” spędziła zimę w warunkach biwakowych, bez ogrzewania. Dostępne fundusze z trudem wystarczały na zakup niezbędnych materiałów i zatrudnienie kilku fachowców (były ok. dziesięciokrotnie mniejsze od potrzebnych do wynajęcia firmy remontowej). Praca przy własnym domu spodobała się chłopcom – wkładali w nią wiele wysiłku, jednak nie obyło się bez problemów – porzucenie dotychczasowych nawyków i zasad nie było możliwe natychmiast. Doświadczenie pedagogiczne i wrażliwość wychowawcy, dzielącego ich życie i okazującego im szacunek i zaufanie, umożliwiły stopniowe cementowanie się grupy i uniknięcie groźnych konfliktów z otoczeniem (Dowlasz dostrzegał znaczenie, jakie miało dla chłopców rodzące się przekonanie, że są „u siebie”).

### Budowanie „rodzinności”
Po zakończeniu kolejnego roku szkolnego we wciąż remontowanym domu na Mącznej zamieszkali Dowlaszowie z dziesiątką dzieci. Pierwsza gromadka, to dziewięciu chłopców: Stach (najstarszy, kończący szkołę podstawową w wieku 16 lat), Mikołaj, Mietek, Heniek, Edek, Rysiek, Bronek, Waldek i Grzegorz oraz jedyna dziewczynka, Inka. Dzieci zaczęły chodzić do miejscowej szkoły, z której wracały, aby włączyć się do pracy w domu, w którym jeszcze nie było wody, kuchni, podłóg, wielu potrzebnych rzeczy… Posiłki otrzymywały w sąsiednim Domu Dziecka.
Grzegorz Dowlasz (wówczas jeszcze nazywany „wujkiem”) walczył o niezbędne pieniądze i załatwiał rozliczne sprawy administracyjne, tynkował ściany, wykonywał z chłopcami meble – szafki, kredensy, komody, żyrandole – budował szopę-drewutnię w ogrodzie, naprawiał buty, ale również dzielił się z przybranymi dziećmi swoją pasją – wytrwale udzielał lekcji muzyki.
Weronika Dowlasz (początkowo nazywana „ciocią”) starała się wykorzenić niedobre nawyki chłopców (np. palenie papierosów i zachowania agresywne) i cierpliwie uczyła wielu naturalnych codziennych zachowań, których dzieci, dotychczas pozbawione opieki, nie miały możliwości poznać. Uczyła okazywania czułości, kierowania się pozytywnymi uczuciami. Nie wszystkie dzieci jednakowo szybko akceptowały nowe reguły „rodzinności”, ale wszystkie szybko przekonały się, jak wielkie oparcie mają w tej rodzinie.
Nowe dzieci pojawiały się nagle, np. bez wcześniejszych planów Dowlaszowie przygarnęli sześcioro dzieci, osieroconych przez matkę, zmarłą przy ostatnim porodzie (liczba dzieci na Mącznej wzrosła wówczas do 24). Po wielu latach członkowie licznej rodziny – ok. 100 wychowanków, ich współmałżonkowie, teściowie, dzieci – wciąż utrzymują rodzinne kontakty.
Inka, biologiczna córka założycieli Domu przy Mącznej, od wczesnego dzieciństwa nieustannie uczestnicząca w budowaniu „rodzinności” (autorka książki O Mamie Weronice) zwraca uwagę na rolę obojga rodziców:

Mama z ojcem dokonali cudu sklejenia obcych sobie istnień w całość, która stała się rodziną. Zrezygnowali z prywatności, byli dostępni całodobowo. Próżno by ich pytać o pedagogiczne metody postępowania. Byli wszędzie i widzieli wszystko.

### Wyżywienie, ubrania, rozrywki

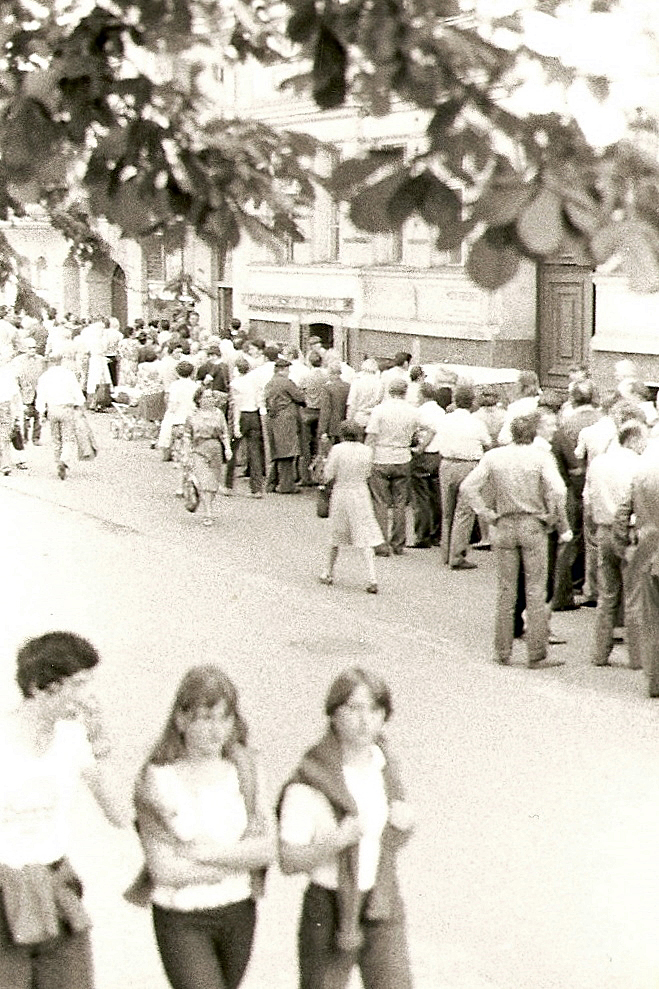
W czasach gospodarki niedoboru „ogonki” były codziennością

Dom rodzinny był prowadzony w czasach niedoborów, a państwowe dotacje przeznaczane na jego działalność były minimalne. Grzegorz Dowlasz, zapytany w roku 2004 o pierwsze święta wielkanocne, wspominał „potężną biedę” (przyznaje, że dzieci czasami „kradły dla nas chleb” z sąsiedniego Domu Dziecka). W pamięci sprzedawczyni z pobliskiego sklepu zostały zakupy tłustego podgardla i wielkich ilości cebuli (Dowlasz opowiadał: „… do roztopionego [na palniczku] tłuszczu dodawaliśmy cebulę. Było tanio, syto i zdrowo. Rzadko chorowaliśmy.”). Pojęcia „masło” i „schabowy” należały do rodzinnego „folkloru językowego” – oznaczały margarynę i podgardle (rzadziej boczek). Warzywa pochodziły z własnego ogrodu. Popularnymi daniami były makaron z białym serem, pierogi i fasolówka. Naręcza fasoli, uprawianej w warzywniku, były suszone na strychu. Wspólne rodzinne łuskanie fasoli, połączone z opowiadaniem zabawnych historii, należało do domowych rytuałów. Atmosferę w rodzinnej kuchni charakteryzuje cytat z notatek Weroniki Dowlasz, sporządzonych prawdopodobnie na prośbę Inki, zachęcającej mamę do spisania dziejów Domu:

Sobota 1 sierpnia. Po obiedzie Marcin, Ewelina, mała Ania i Mariola poszli po śliwki do K. Przynieśli dwa wiadra. Rafał wrócił z praktyki, pomagał robić weki. Godz. 19.00 zjawia się p. Stasia. Plony: wiadro jeżyn, zielone ogórki, buraki. Rafał uporządkował jeżyny. Z ogromnego buraka Edek 5 słoików. Wszystko do 22. ...

Sąsiedzi dzielili się plonami ze swoich ogrodów. Również rodzina z Mącznej dzieliła się, czym mogła, z innymi, zgodnie z zasadą Mamy Weroniki: „Nie masz, to weź, a jak masz, to się podziel”.
Ubranie tak licznych dzieci stanowiło nie mniejszy problem. Naturalne było donaszanie ubrań młodszego rodzeństwa, wielokrotne domowe przeróbki, łatanie, cerowanie, sztukowanie. Charakterystyczne dla czasów oszczędnej gospodarki w ubogim rodzinnym domu są wspomnienia Inki Dowlasz, dotyczące pracy przy obrębianiu chusteczek do nosa, wycinanych ze starych prześcieradeł.
Praca nie pochłaniała całego czasu – był też czas na zabawy i kulturalną rozrywkę, np. przygotowywanie przedstawień domowego kukiełkowego teatrzyku (w tym pisanie scenariuszy, samodzielne szycie kukiełek) lub odtwarzanie na werandzie teatralnych scen, obejrzanych w prawdziwych szczecińskich teatrach Współczesnym i Polskim.

### Grono przyjaciół − Ciocie, Wujkowie, goście
Inka Dowlasz wspomina liczne grono przyjaciół rodziny, życzliwych sąsiadów i wielu innych osób, kibicujących działaniom jej rodziców, które nazywa „szaleńczą pasją”. Między wymienionymi znajdują się m.in.:
- dwaj redaktorzy gazety Nowa Wieś, Mieczysław Góra (mianowany Pierwszym Wujkiem) i jego następca, Andrzej Zięba oraz wielu innych dziennikarzy (Dariusz Fikus, Zofia Dąbrowska, Joanna Horodecka z Życia Warszawy i inni)[65]
- Ciotka Irena – Irena Chmieleńska[66] (psycholog, członek zarządu TPD, dziennikarka radiowa, „kochana, piękna dusza”)
- Maria Łopatkowa, pisarka, pedagog, posłanka na Sejm VI i VII kadencji, senator
- Ciocia Joanna Kulmowa i Wujek Jan Kulma[n]
- ks. Józef Kubicki[72] (proboszcz parafii pw. Świętego Ducha w Szczecinie-Zdrojach w latach 1990–1999[73])

Spośród wielu osób, interesujących się losem Domu przy Mącznej, Inka Dowlasz wymienia też, m.in. Andrzeja Wawrzyniaka, który za pośrednictwem nieznajomego szczecińskiego himalaisty przekazał rodzinie kilkanaście grafik z Nepalu, dyrektora „Pleciugi”, Włodzimierza Dobromilskiego z żoną, Igora Newerlego, kpt. Walas-Kobylińską, szwedzką rodzinę Nilssonów. Przyjaciel ze Szwecji, Evan, przyjeżdżał na Mączną z wieloma znajomymi, przywożąc liczne prezenty, a z okazji swoich 60. urodzin zaprosił do siebie liczne grono gości – Weronikę Dowlasz z dziećmi. Częstymi gośćmi na Mącznej byli „Ziomkowie z Bukowego Wzgórza” – grupa Niemców urodzonych w Buchheidekrankenhaus (do tego grona należał Manfred Stolpe).
Na Mączną 16 Inka Dowlasz zaprosiła m.in. Barbarę i Leszka Długoszów. Wizyta zapoczątkowała wieloletnią przyjaźń. Dziękując za zaproszenie do „Dowlaszowego Domu” napisali m.in.:

… Jesteśmy zachwyceni, a prawdę powiedziawszy jeszcze bardziej wzruszeni, gdyż przekonaliśmy się, że jest to dom – tak to odbieramy, w którym pielęgnuje się to, co jest w człowieku najbardziej istotne; to bardzo szerokie pojęcie, ale przypuszczamy, że wszyscy czują o co chodzi. I „to najbardziej ludzkie” jest tutaj tak proste i oczywiste!

### Kolejne pokolenia, pożegnania i więzi
Nauczycielskie małżeństwo Dowlaszów – Weronika (żywiołowa, przepełniona serdecznością i niespożytą energią) i Grzegorz (spokojny, zrównoważony, odpowiedzialny) – mieli dwoje biologicznych dzieci, a stali się mamą i tatą dla ponad stu dzieci. Rodzone dzieci i sieroty, które znalazły się w domu przy ul. Mącznej w roku 1958, mając od kilku do kilkunastu lat, dorastały w rodzinnej atmosferze. Kończyły szkoły podstawowe i średnie, studiowały. W naturalny sposób w coraz większym stopniu zastępowały rodziców w ich codziennych domowych obowiązkach (najstarsze córki zadbały też, aby rodzice mogli kilka razy skorzystać z zasłużonego letniego wypoczynku w Tatrach). Stopniowo coraz liczniejsi wychowankowie opuszczali dom, również w naturalny sposób. Nie tracąc kontaktu z rodzinnym domem rozpoczynali pracę w Polsce lub zagranicą, zawierali związki małżeńskie i donosili o narodzinach własnych dzieci i wnuków. Gdy Weronika Dowlasz była w ostatnim okresie choroby nowotworowej, oboje z mężem formalnie przeszli na emeryturę (28 czerwca 2002), pozostając rodzicami. Prowadzenie Domu przejęła bratanica Weroniki, która prawie ćwierć wieku była w tej rodzinie ulubioną ciocią, oraz Marzena Stybel, członek rodziny Dowlaszów od trzeciego roku życia.
Najbardziej dobitnym przykładem wielkiej siły i trwałości wytworzonych rodzinnych więzi jest związek mamy Weroniki z przybraną córką Elżbietą, która na ul. Mącznej znalazła się jako 12-letnia dziewczynka. Ela (dla Mamy Ełeczek, dla Taty Jełu, dla Inki Eł) natychmiast poczuła się członkiem rodziny. Od dziecka troszczyła się o samopoczucie mamy. Dbała np. aby nie była sama, gdy zmęczona wraca późno z zajęć, wchodzących w zakres uzupełniających studiów pedagogiki, gdy uczy się w domu, lub w Zaduszki, gdy wielu członków rodziny wyjeżdża na groby bliskich. Wybrała się z Mamą w podróż autostopem dokoła Polski lub w Tatry. Później, gdy zamieszkała z rodziną w Berlinie (gdzie Mama lubiła ją odwiedzać), zajęła się opieką nad dziećmi upośledzonymi umysłowo, znajdującymi się w specjalnym podberlińskim ośrodku.
Córeczka Elżbiety otrzymała imię Weronika. Dla Weroniki Dowlasz „Weroniczka” stała się ukochaną i kochającą wnuczką (cieszącą się, że jest podobna do babci). W roku 2000, jako studentka Freie Universität Berlin, zaprosiła babcię na tydzień na Wyspy Kanaryjskie. W roku 2002, w końcowym okresie choroby babci, przyjechała ją odwiedzić z najmłodszym wówczas członkiem rodziny, swoją czteromiesięczną córeczką Mają.
Jest to jedna z wielu historii o rodzinnych więziach, opisywanych m.in. w książce Inki Dowlasz  oraz w licznych artykułach prasowych, potwierdzających, że w domu przy ul. Mącznej powstała prawdziwa wielka rodzina, rozumiana jako grupa społeczna  stanowiąca „duchowe zjednoczenie szczupłego grona osób skupionych we wspólnym ognisku domowym aktami wzajemnej pomocy i opieki” – wiele faktów przemawiało za tym, że rodzina nie zawsze musi być oparta na biologicznej łączności dzieci z ojcem i matką.

### Likwidacja
28 stycznia 2013 roku Rada Miasta Szczecin podjęła uchwałę w sprawie likwidacji rodzinnych domów dziecka nr 1, 3, 5 i 11. Mienie likwidowanych jednostek przeznaczono na „kontynuację działalności opiekuńczo-wychowawczej sprawowanej w formie pieczy rodzinnej na podstawie umowy zawartej między prowadzącymi rodzinne domy a Dyrektorem Miejskiego Ośrodka Pomocy Rodzinie”, działającym w imieniu Prezydenta Miasta.
Dom Dziecka nr 2 im. Adama Mickiewicza (ul. Walecznych 23, wcześniej Zielony Dwór) został uchwałą z dnia 23 listopada 2009 roku przekształcony – wraz z Pogotowiem Opiekuńczym im. Konstantego Maciejewicza (ul. Łabędzia 4) i Domem Dziecka nr 1 (ul. Broniewskiego 16) – w Wielofunkcyjną Placówkę Opiekuńczo–Wychowawczą im. Konstantego Maciejewicza. Z dniem 1 stycznia 2013 roku utworzono Centrum Opieki nad Dzieckiem im. Konstantego Maciejewicza.

## Wyróżnienia i upamiętnienie założycieli
Założyciele Domu Rodzinnego przy ul. Mącznej otrzymali liczne wyróżnienia oficjalne, tj. Złote Krzyże Zasługi, Krzyże Komandorskie, odznaki Gryf Pomorski, nominacje w plebiscycie Człowiek Roku, odznaka Przyjaciel Dziecka (odznaczenie TPD) i inne. Według członków rodziny największą radość sprawiały im odznaczenia przyznawane przez dzieci – Ordery Uśmiechu (1973) lub szczeciński „Brzdąc” (1999) oraz setki listów z gratulacjami lub życzeniami, nadchodzących z całej Polski i z innych krajów, wysyłane przez członków rodziny, przyjaciół i znajomych. Z okazji jednego z jubileuszy Tadeusz Konwicki napisał np.:

Drogi i Piękny Domie Dowlaszów. W dniu Jubileuszu spieszę Was pozdrowić, na razie na odległość, i życzyć Wam pomyślnego następnego tysiąclecia, bo Wasz legendarny dom i sławna Rodzina będą z pewnością trwać wiecznie przez coraz to nowe pokolenia. Jestem z Wami, myślę czule o Was i jeśli w uroczysty wieczór zawieje wiatr ze wschodu, to znaczy, że mój duch krąży koło Waszego domu. Ściskam wszystkich serdecznie.

Pamięć utrwalają książki Grzegorza i Inki Dowlasz i liczne artykuły w prasie ogólnopolskiej.
Inka Dowlasz wymienia też inne, codzienne wyrazy uznania, takie jak np. opinia sąsiadki domu przy Mącznej, pani Żebroniowej:

Pani Dowlarzowo, dobrze mówię? Wy, chociaż w Boga nie wierzycie, to pan Bóg wam w niebie miejsce wymości za to, co wy robicie dla tych dzieci.

Rada Osiedla Bukowe-Klęskowo podejmowała w latach 2013 i 2015 uchwałę w sprawie zmiany nazwy ul. Jałtańska na ul. Weroniki i Grzegorza Dowlaszów, jednak mieszkańcy ulicy Jałtańskiej sprzeciwili się (stwierdzono, że dotychczasowa nazwa im nie przeszkadza, a są „ważniejsze problemy do rozwiązania”.

## Rozwój sieci rodzinnych domów dziecka
Drugim Rodzinnym Domem Dziecka, utworzonym w roku 1958, był dom Heleny i Stanisława Zapartów ze Świdwina. Był prowadzony na korzystniejszych zasadach organizacyjno–finansowych, zbliżonych do obowiązujących współczesne rodziny zastępcze. Doświadczenia obu domów wykorzystano opracowując przepisy dla kolejnych placówek. W roku 1965 istniało osiem placówek opiekujących się czterema lub pięciorgiem dzieci (przekształcone rodziny zastępcze), a w roku 1973 – szesnaście. Obok domów podlegających resortowi oświaty zaczęto tworzyć rodzinne domy pod patronatem Towarzystwa Przyjaciół Dzieci. Praktyka dowiodła, że rodzinne domy dziecka powinny mieć większą swobodę finansową (jak Dom Zapartów) – nie powinny być filiami domów dziecka, jak Dom Dowlaszów. W roku 1976, po 18 latach doświadczeń, Ministerstwo Oświaty wydało zarządzenie, co spowodowało, że w roku 1978 funkcjonowało już 60 rodzinnych domów dziecka, a w roku 1985 – 158. Ich liczba zaczęła maleć w latach 90. (w roku 1995 – 136 domów rodzinnych). Z podsumowania dokonanego w latach 2004–2005 wynika, że był to spadek przejściowy – po uzyskaniu dla programu dodatkowego wsparcia finansowego osiągnięto liczbę 250 domów rodzinnych, wciąż działających w zmiennych warunkach prawnych i organizacyjnych. O powodzeniu lub niepowodzeniu jednostki wciąż decyduje osobowość opiekuna-rodzica.